# Якубовський Іван Гнатович
Іван Гнатович Якубовський (біл. Іван Ігнацьевіч Якубоўскі) (25 грудня 1911 (7 січня 1912), село Зайцево, нині Горецький район Могильовської області  — 30 листопада 1976, Москва) — військовий і політичний діяч СРСР, маршал Радянського Союзу, двічі Герой Радянського Союзу, Герой ЧССР. Депутат Верховної Ради РРФСР 2-го і 4—5-го скликань. Депутат Верховної Ради СРСР 6—9-го скликань. Член ЦК КПРС в 1961—1976 р. Член ЦК КПУ в 1966—1971 р. Член Політбюро ЦК КПУ в березні 1966 — червні 1967 р.

## Біографія
Народився в селянській родині. Трудову діяльність розпочав наймитом у заможних селян. Після закінчення семирічної школи працював у колгоспі. З 1930 року — секретар кущового осередку Макарівського сільради Горецького повіту, різноробочим на Горецькому цегельному заводі. Навчався в Оршанському педагогічному технікумі (1930—1932), закінчив два курси.
З 1932 року — в Червоній армії. За спеціальним партійним набором був направлений до Об’єднаної Білоруської військової школи (1932—1934). З 1934 року служив командиром навчального взводу 27-ї Омської Червонопрапорної стрілецької дивізії у місті Вітебську. У 1935 році закінчив Ленінградські бронетанкові курси вдосконалення командного складу імені Бубнова.
З 1935 року служив у Білоруському військовому окрузі: командир танкового взводу 16-ї танкової бригади (Лепель), з жовтня 1937 року — командир танкової роти там же, з січня 1940 року — командир танкової роти 22-го легкотанкового полку. З квітня 1940 — начальник штабу танкового батальйону 17-ї легкотанковой бригади в Закавказькому військовому окрузі (місто Вагаршапат, Вірменська РСР), з липня 1940 року — викладач Пуховицького піхотного училища. З квітня 1941 року — командир навчального танкового батальйону 51-го танкового полку 26-ї танкової дивізії 20-го механізованого корпусу Західного Особливого військового округу. 
Учасник радянсько-польської війни 1939, радянсько-фінляндської війни 1939—1940.
Учасник німецько-радянської війни із червня 1941. У липні—серпні 1941 — командир танкового полку 121-ї бригади 3-ї армії Західного фронту (Орловський напрямок). У вересні—грудні 1941 — у резерві, у січні—березні 1942 — заступник командира танкової бригади, у березні 1942 — червні 1944 — командир окремої 91-ї танкової бригади, у червні 1944 — квітні 1945 — заступник командира 6-го гвардійського танкового корпусу; у квітні—серпні 1945 — заст. командира 7-го гвардійського танкового корпусу. Під його командуванням частини воювали у складі Західного фронту, Південного фронту, Південно-Західного фронту, Сталінградського, Донського фронтів, Брянського фронту, Центрального фронту, Воронезького фронту та Першого Українського фронту. Учасник Московської битви 1941—1942, Донбаської наступальної операції (див. Донбаські операції 1941—1943), Сталінградської битви 1942—1943, Курської битви 1943, форсування Дніпра, Київської наступальної операції 1943, Житомирсько-Бердичівської наступальної операції 1943—1944, Проскурівсько-Чернівецької наступальної операції 1944, Львівсько-Сандомирської наступальної операції 1944, Сандомирсько-Силезької, Верхньосилезької наступальних операцій 1945, боїв за Берлін (Німеччина) та Прагу (нині столиця Чехії).
Першою медаллю «Золота Зірка» Якубовський відзначений за вміле управління частинами 91-ї окремої танкової бригади при форсуванні Дніпра, звільненні Києва та Фастова. Під час війни загинули два рідних брати Якубовського.
Після війни продовжив службу заступником командира 7-го гвардійського танкового корпусу, а після його переформування в дивізію в серпні 1945 року — заступником командира 7-ї гвардійської танкової дивізії в Центральній групі військ. З лютого 1946 року навчався в академії.
У 1948 році закінчив Військову академію Генерального штабу.
З березня 1948 року — командир 2-ї окремої гвардійської танкової дивізії в Ленінградському військовому окрузі. З березня 1949 року — командир 4-ї гвардійської танкової Кантемирівської дивізії Московського військового округу.
У квітні 1952 — грудні 1953 року — командувач бронетанкових і механізованих військ Прикарпатського військового округу.
З грудня 1953 року командував 1-ю гвардійською танковою армією Групи радянських окупаційних військ у Німеччині.
З липня 1957 по квітень 1960 року — 1-й заступник Головнокомандувача Групи радянських військ у Німеччині.
З квітні 1960 по січень 1965 року — головнокомандувач Групи радянських військ у Німеччині.
У січні 1965 — квітні 1967 року — командувач військ Червонопрапорного Київського військового округу.
У 1967—1976 роках — 1-й заступик міністра оборони СРСР — головнокомандувач Об'єднаними збройними силами держав-учасниць Варшавського договору.

## Військові звання
- лейтенант (кінець 1935)
- старший лейтенант (1939)
- капітан (23.12.1940)
- майор (грудень 1941)
- підполковник (27.03.1942)
- полковник (30.12.1942)
- генерал-майор танкових військ (20.04.1945);
- генерал-лейтенант танкових військ (3.05.1953)
- генерал-полковник (18.08.1958)
- генерал армії (27.04.1962)
- Маршал Радянського Союзу (12.04.1967).

## Нагороди
- двічі Герой Радянського Союзу (10.01.1944, 23.09.1944)
- чотири ордени Леніна (10.01.1944, 6.01.1962, 22.02.1968, 6.01.1972)
- чотири ордени Червоного Прапора (21.07.1942, 14.02.1943, 30.08.1944, 21.08.1953)
- два ордени Суворова II ст. (6.04.1945, 31.05.1945)
- орден Вітчизняної війни I ст. (21.08.1943)
- орден Червоної Зірки (6.11.1947)
- орден «За службу Батьківщині в Збройних Силах СРСР» III ст. (30.04.1975)
- почесна зброя із зображенням державного герба СРСР (22.02.1968)
- медалі СРСР
- Герой Чехословацької соціалістичної республіки (ЧССР, 30.04.1970)
- орден Клемента Готвальда (ЧССР, 1970)
- Військовий хрест (ЧССР, 1947)
- орден Карла Маркса (НДР, 1970)
- орден «За заслуги перед Вітчизною» (НДР, 22.01.1965)
- командор із зіркою ордена Відродження Польщі (ПНР, 23.02.1968)
- командор ордена Відродження Польщі (ПНР, 1973)
- орден «Хрест Грюнвальда» III ступеня (ПНР, 1946)
- два ордени Сухе-Батора (МНР, 23.02.1968, 6.07.1971)
- орден Прапора I ступеня (Угорщина, 1970);
- два ордени Народної Республіки Болгарія I ступеня (Болгарія, 22.02.1968, 1974)
- орден «23 серпня» (Соціалістична Республіка Румунія, 1974)
- орден Зірки Румунії I ступеня (Соціалістична Республіка Румунія, 1969)
- медаль «Перемоги і Свободи» (Польща, 1946)
- медаль «За Одру, Нісу і Балтику» (Польща, 1946)
- медаль «Братерство по зброї» (Польща)
- медаль «За зміцнення дружби по зброї» I ступеня (ЧССР)
- Дукельська пам'ятна медаль (ЧССР, 26.06.1966)
- медаль «Братерство по зброї» в золоті (НДР, 1966)
- медаль «30 років Халхін-Гольських Перемоги» (МНР, 1969)
- медаль «50 років Монгольської Народної Армії» (МНР, 1970)
- медаль «50 років Монгольської Народної Революції» (МНР, 1970)
- медаль «За особливі заслуги перед Національною Народною армією» (НДР)